# Thỏ trắng Florida

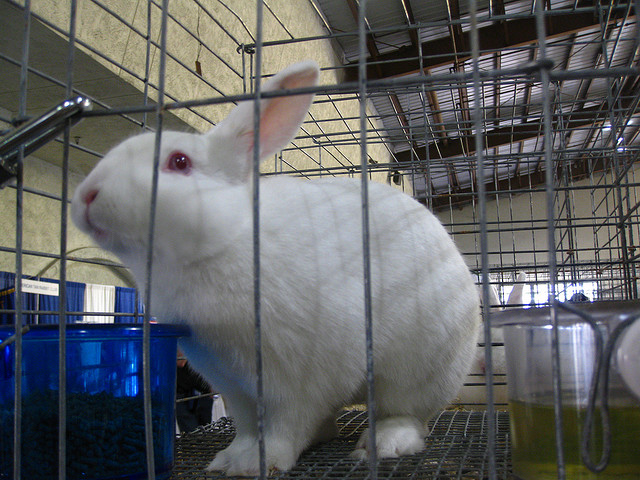
Một con thỏ trắng Florida

Thỏ trắng Florida là một giống thỏ có nguồn gốc từ Mỹ, chúng được lai tạo trong phòng thí nghiệm để phục vụ cho mục đích lấy thịt thỏ. Giống thỏ đến từ bang Florida của nước Mỹ, chúng được Hiệp hội nuôi thỏ Mỹ công nhận.

## Đặc điểm
Chúng có thân hình khiêm tốn, chừng 2,3 kg. Lông trắng là màu phổ biến của loài thỏ được dân Mỹ ưa chuộng này. Đôi mắt hồng cũng là yếu tố khiến nhiều người thích nó, bên cạnh đó là sự hiền lành nhẹ nhàng của chúng. Dù vậy, để có được con thỏ Florida trắng hoàn hảo nên đem chúng đi triệt sản khi chúng còn nhỏ tuổi. Chúng là vật nuôi nhạy cảm với các yếu tố ngoại cảnh (trốn chạy, sợ tiếng động), khả năng thích ứng với môi trường kém. Cần tránh tiếp xúc với các loài động vật khác, đặc biệt là chuột.
Dạ dày chúng co giãn tốt nhưng co bóp yếu. Nhiều con bị chứng sâu răng hành hạ và có vấn đề về tiêu hóa. Chúng cũng bị mắc một số bệnh như bại huyết, ghẻ, cầu trùng, viêm ruột, do ăn thức ăn sạch sẽ, không bị nấm mốc. Nếu thấy chúng có hiện tượng phân hôi, nhão sau đó lỏng dần thấm dính đét lông quanh hậu môn, kém ăn, lờ đờ uống nước nhiều đó là bệnh tiêu chảy. Chúng hiếu động và ham chạy nhảy, sinh trưởng tốt, nuôi chúng không cần nhiều diện tích.

## Chăm sóc
Cho ăn cà rốt có thể khiến chúng bị sâu răng, cũng như gây nên những vấn đề về sức khỏe khác. Cà rốt và táo chứa nhiều đường thực vật, chỉ nên cho thỏ ăn những loại này ít. Chúng thích cam thảo nhưng nó lại không tốt bởi thỏ không thể tiêu hóa đường. Chúng thông thường không ăn rau củ có rễ, ngũ cốc hoặc trái cây, đặc biệt là rau diếp. Nên cho thỏ ăn cỏ, cải lá xanh đậm như bắp cải, cải xoăn, bông cải xanh (phải rửa sạch).
Luôn có thức ăn xanh trong khi chăm sóc, lượng thức ăn xanh cho chúng luôn chiếm 90% tổng số thức ăn trong ngày. Có thể cho chúng ăn thêm thức ăn tinh bột, không được lạm dụng vì chúng sẽ dễ bị mắc bệnh về đường tiêu hóa dẫn đến chết. Nhiều người cho rằng thỏ không cần uống nước là sai. Thỏ chết không phải do uống nước hay ăn cỏ ướt mà vì uống phải nước bẩn và ăn rau bị nhiễm độc.
Thỏ sơ sinh sau 15 giờ mới biết bú mẹ. Trong 18 ngày đầu thỏ hoàn toàn sống nhờ sữa mẹ. Nếu được bú đầy đủ thì da phẳng và 5-8 ngày đầu mới thấy bầu sữa thỏ mẹ căng phình ra, thỏ con nằm yên tĩnh trong tổ ấm, chỉ thấy lớp lông phủ trên đàn con động đậy đều. Nếu thỏ con đói sữa thì da nhăn nheo, bụng lép và đàn con động đậy liên tục. Nguyên nhân chủ yếu thỏ con chết là do đói sữa, dẫn đến suy dinh dưỡng, chết dần từ khi mở mắt.